# دوج دیتونا

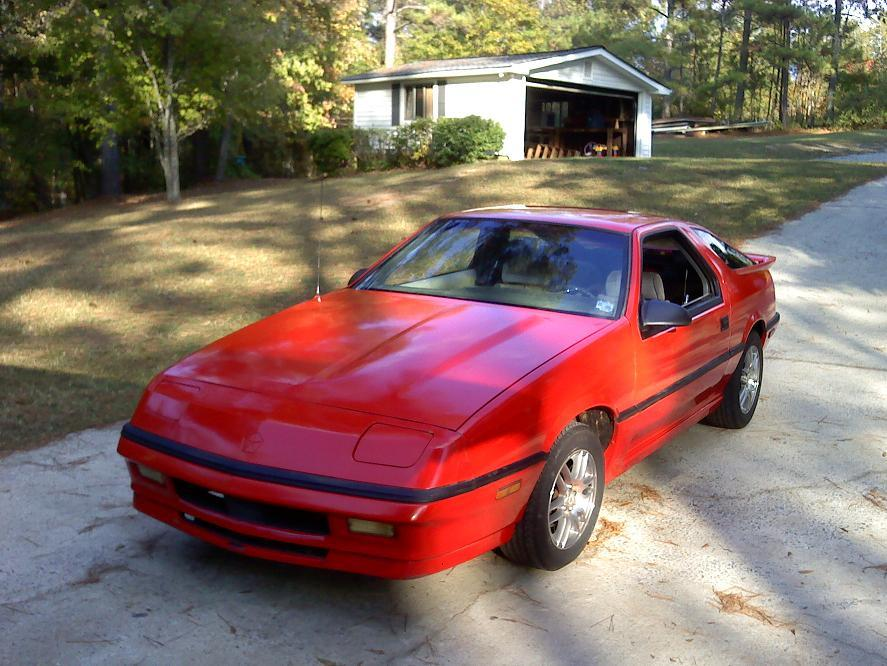

دوج دیتونا (Dodge Daytona) خودرویی است که در سال‌های ۱۹۸۴ تا ۱۹۹۳در سنت‌لوئیس و ایالات متحده آمریکا تولید شده‌است. طراحی آن خودروهای موتور جلو-محور جلو بوده است. سیستم جعبه‌دندهٔ آن ۴ دنده به دو صورت خودکار و دستی است.